# Сен Пол Ру
Сен Пол Ру (на френски: Saint-Pol-Roux) е френски поет.
Роден е като Пиер-Пол Ру на 15 януари 1861 година в Марсилия в семейството на индустриалец. През 1882 година отива в Париж да учи право, но повлиян от контактите си със Стефан Маларме и от движението на символизма се ориентира към литературата и пише първите си пиеси. Живее известно време в Белгия, а през 1898 година се установява в Бретан, където живее в усамотение до края на живота си.
Сен Пол Ру умира на 18 октомври 1940 година в Брест.